# Aléxandros Koumoundoúros
Aléxandros Koumoundoúros (en grec moderne : Αλέξανδρος Κουμουνδούρος ; aussi Kumunduros ou Komunduros ou encore Coumoundouros) (1817- 26 février 1883 (calendrier julien)) est un homme d'État grec, fils de Spirídon-Galánis Koumoundoúros, combattant de la Révolution, issu d'une importante famille (el) du Magne, dont un des ancêtres ont été bey durant l’occupation ottomane, entre 1798 et 1803. Il étudie le droit à Athènes.
Durant ses cinquante ans de vie publique, il mène une politique de neutralité entre les trois puissances de l’époque (Grande-Bretagne, France et Russie). Il appartient au Parti nationaliste. Il est Premier ministre de la Grèce à dix reprises. Son plus grand succès est lors de son dernier mandat le rattachement des régions de Thessalie et de Arta à la Grèce, le 31 mars 1881.
Le 26 février (calendrier julien) 1883, il meurt à Athènes où il est enterré aux frais de l’État.